# ميجو
ميجو (بالإنجليزية: MeeGo)‏ هو نظام تشغيل يعتمد
على نواة لينوكس وهو نتاج اتحاد مشروعين مختلفين هما موبيلين من شركة انتل وميمو من نوكيا فتحدت الشركتان واظهرتا ميجو.
ميجو حاليا متاح لأجهزة استعراض الشبكة المحمولة " net book" وبعض الأجهزة المحمولة مثل هواتف نوكيا الجديدة ويمكن تحميله عبر الموقع الرسمي ل ميجو،
مؤخرا تخلت نوكيا عن ميجو واتجهت إلى ويندوز فون رغم المديح الهائل الذي تحصل عليه النظام.
ميجو يعتمد على تحزيم rpm أي نفس نظام تحزيم فيدورا لينوكس، مؤخرا ظهر ميجو للأجهزة الوحية، قامت شركة we tap بعرض بعض منها...

## وصلات خارجية
1. 1 2  مذكور في: أهلوه. مُعرِّف أوبن هب (Open Hub): meego. الوصول: 20 يونيو 2023.
2. ↑  "MeeGo 1.2 Release". اطلع عليه بتاريخ 2011-07-05.
3. ↑  "MeeGo 1.2 Released". مجلة لينكس (بالإنجليزية). Computec. Retrieved 2011-05-22.
4. ↑  "MeeGo 1.2 released". إل دبليو إن.نت (بالإنجليزية). Retrieved 2023-03-19.
5. ↑  وصلة مرجع: http://meego.com/about/licensing-policy. الوصول: 2 ديسمبر 2010.
6. ↑  "معلومات عن ميجو على موقع pro-linux.de". pro-linux.de. مؤرشف من الأصل في 2012-11-23.
7. ↑  "معلومات عن ميجو على موقع mobygames.com". mobygames.com. مؤرشف من الأصل في 2021-01-17.
8. ↑  "معلومات عن ميجو على موقع reddit.com". reddit.com. مؤرشف من الأصل في 2021-03-11.

- https://meego.com/